# Yugure
Lo Yugure (夕暮?, Yūgure, lett. "Vespro") è stato un cacciatorpediniere della Marina imperiale giapponese, quinta unità appartenente alla classe Hatsuharu. Fu varato nel maggio 1934 dal cantiere di Maizuru.
All'inizio della guerra nel Pacifico rimase nelle acque nazionali, quindi tra il gennaio e il marzo 1942 fu impegnato nella scorta ravvicinata della 1ª Flotta aerea del viceammiraglio Chūichi Nagumo. In maggio e giugno servì con la 1ª Flotta e fu presente, ma senza avervi alcun ruolo, alla battaglia delle Midway. Passato alle dipendenze della 4ª Flotta in agosto, fu trasferito di base alle isole Shortland e da qui effettuò numerose missioni di trasporto truppe o di scorta nel contesto della dura campagna di Guadalcanal. Durante il 1943 fu impegnato in un intenso servizio di difesa alle grandi unità da guerra, come portaerei e corazzate, che viaggiavano tra i porti giapponesi, la base aeronavale di Truk e quella avanzata di Rabaul; fu altresì distaccato per difendere convogli o singoli mercantili. In luglio partecipò a diverse missioni di copertura per i trasporti notturni di rinforzi all'isola di Kolombangara: nel ritorno da uno di questi viaggi, nelle prime ore del 20 luglio 1943, fu colpito in pieno da una grossa bomba sganciata da un velivolo americano con l'utilizzo del radar. Affondò rapidamente con gran parte dell'equipaggio ucciso.

## Servizio operativo

### Costruzione
Il cacciatorpediniere Yugure fu ordinato nell'anno fiscale edito dal governo giapponese nel 1931. La sua chiglia fu impostata nel cantiere navale di Maizuru il 9 aprile 1933 e il varo avvenne il 6 maggio 1934; fu completato il 30 marzo 1935. La nave fu inserita con lo Shiratsuyu, lo Shigure e l'Ariake nella 27ª Divisione cacciatorpediniere, dipendente dalla 1ª Squadriglia della 1ª Flotta.

### 1941-1942
Tra 1940 e 1941 lo Yugure passò al comando del capitano di corvetta Kiyoshi Kamo. Subito dopo l'attacco di Pearl Harbor del 7 dicembre 1941 rimase con il resto della 27ª Divisione nelle acque nazionali con compiti di pattuglia, poiché lo stato maggiore intendeva conservare il nucleo di corazzate per una "battaglia decisiva" da anni studiata e teorizzata. Il 18 dicembre salparono da Tokuyama e andarono incontro alla 1ª Flotta aerea del viceammiraglio Chūichi Nagumo, reduce dall'attacco, per scortarla sino a Hashirajima dove arrivò il 23; i cacciatorpediniere furono poi sottoposti a un breve ciclo di manutenzione a Kure nel gennaio 1942 e il 12 gennaio lo Yugure e l'Ariake, distaccati a formare la sezione numero 2 della 27ª Divisione, furono affiancati dalla 7ª Divisione cacciatorpediniere per scortare le due portaerei Hiryu e Soryu da Hashirajima alle isole Palau, viaggio conclusosi il 17; il 21 lo Yugure, l'Ariake, l'Ushio e il Sazanami accompagnarono le portaerei fuori dalla rada, incaricate di sferrare un'incursione su Ambon: il 25 lo Yugure fece tappa per un giorno a Davao nelle Filippine, quindi il 28 gennaio riprese la rotta del ritorno, facendo rifornimento in mare. Il 31 arrivò alle Palau e per le due settimane seguenti attese a esercitazioni. Il 15 febbraio lasciò l'ancoraggio al seguito della 1ª Flotta aerea, che effettuò un pesante attacco su Darwin per poi fermarsi il 21 alla baia Staring (Celebes). Dal 25 febbraio all'11 marzo i due cacciatorpediniere continuarono a proteggere le portaerei, impegnate in operazioni nelle acque a sud di Giava; in questo frangente lo Yugure affiancò l'incrociatore pesante Chikuma e altri cacciatorpediniere nella distruzione del piroscafo Modjokerto. La mattina dell'11 marzo lo Yugure e l'Ariake presero in carico un convoglio che dalla baia fece tappa alle isole Ogasawara e infine approdò a Sasebo il 22 marzo: qui rimasero in manutenzione per un paio di settimane e si riunirono al resto della 27ª Divisione. Il 15 aprile lo Yugure e gli altri cacciatorpediniere salparono con destinazione la base militare di Mako (isole Pescadores), s'incontrarono con le portaerei Shokaku e Zuikaku e le scortarono dal 19 aprile sino alla base aeronavale di Truk, raggiunta il 25. Attorno a queste due navi fu creata una squadra per difendere le squadre impegnate nelle varie fasi dell'operazione Mo, l'espansione nelle isole Salomone e in Nuova Guinea: al comando generale del viceammiraglio Takeo Takagi, la 27ª Divisione (insieme alla 7ª meno il Sazanami) partecipò alla complessa battaglia del Mar dei Coralli del 4-8 maggio che terminò con una sconfitta tattico-strategica delle forze nipponiche. L'apice dello scontro si ebbe l'8 maggio con il grave danneggiamento della Shokaku; lo Yugure, che aveva contribuito agli sbarramenti contraerei, le fu affiancato assieme all'Ushio e agli incrociatori pesanti Furutaka, Kinugasa per scortarla in patria. Il giorno seguente lo Yugure rimase unica sentinella della portaerei ma, una volta raggiunto dal Sazanami, le tre navi fecero rotta alla velocità massima su Kure; nel corso del viaggio il Sazanami fu rilevato dai tre cacciatorpediniere della 15ª Divisione (Kuroshio, Hayashio, Oyashio). Il 17 maggio fu raggiunta la destinazione e lo Yugure fu revisionato rapidamente prima di prendere parte ad alcune esercitazioni nel Mare interno di Seto. Il 29 salpò a tutta forza per riunirsi in alto mare alla 27ª Divisione, assegnata al gruppo distaccato del viceammiraglio Shirō Takasu: esso era stato creato dalla 1ª Flotta su ordine dell'ammiraglio Isoroku Yamamoto nel quadro del piano per occupare l'atollo di Midway e quindi distruggere la United States Pacific Fleet. Questa potente formazione, piazzata a metà strada tra le isole Aleutine e Midway, non ebbe alcuna parte nella decisiva battaglia del 4-6 giugno, che finì con una secca sconfitta della marina imperiale. Dopo alcuni sterili movimenti nelle acque a sud elle Aleutine, la divisione rientrò in Giappone il 17 giugno e circa un mese dopo (il 14 luglio) fu trasferita alla 4ª Squadriglia, 2ª Flotta.

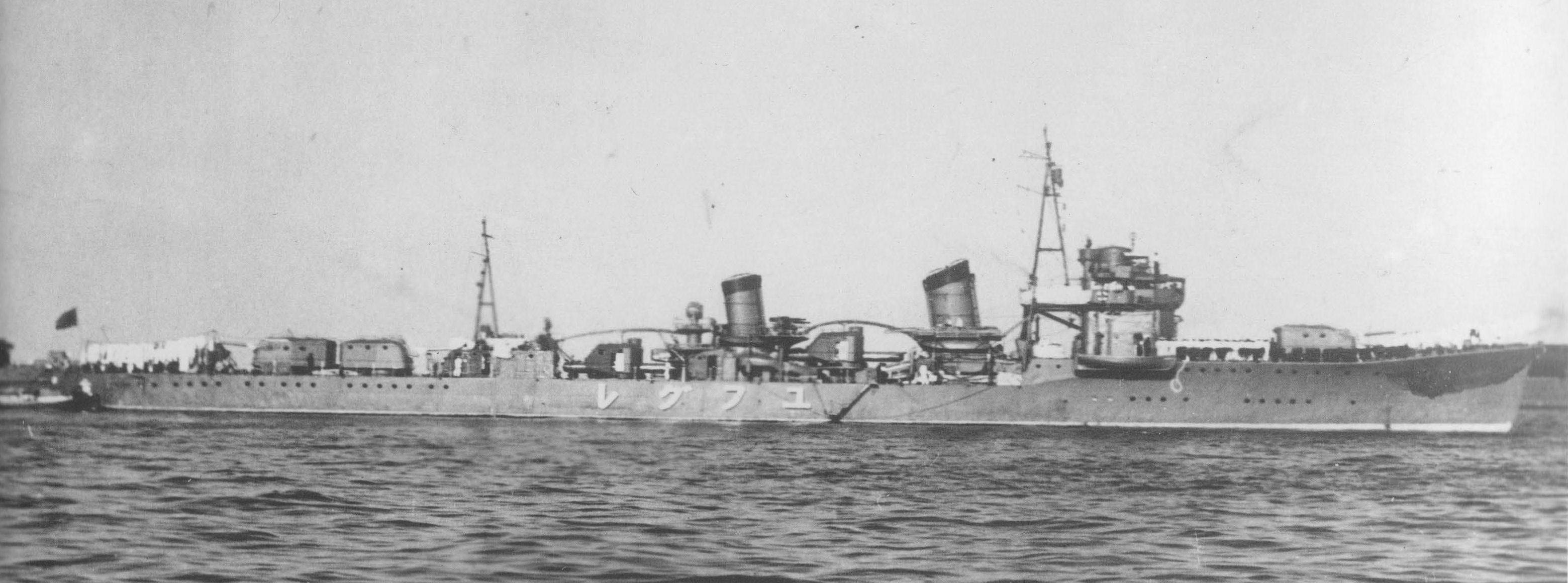
Lo Yugure poco dopo il completamento

L'11 agosto 1942, in risposta all'inaspettato sbarco statunitense su Guadalcanal, la 2ª Flotta salpò al completo da Yokosuka e il 17 si fermò a Truk: lo Yugure e i cacciatorpediniere gemelli furono allora riassegnati provvisoriamente alla 4ª Flotta. Il 20 partirono alla volta dell'atollo di Jaluit e nella notte del 22-23 agosto bombardarono Nauru, coprendo poi lo sbarco del 25. Infine fecero tappa a Jaluit prima di navigare a tutta forza verso le isole Shortland, raggiunte il 30. Da questa base avanzata lo Yugure salpò il 2 settembre con il cacciatorpediniere Kagero e sbarcò circa 150 soldati a punta Taivu, molto a est della testa di ponte nemica; il 5 ripeté la missione con i cacciatorpediniere Fubuki, Kagero, Shirayuki, Amagiri, contribuendo a scaricare 350 uomini, scorte alimentari e di munizioni. L'8 settembre salpò precipitosamente dalle Shortland con altri sette cacciatorpediniere e l'incrociatore leggero Sendai per sventare un'operazione anfibia statunitense a Taivu, ma la formazione intercettò e affondò soltanto una nave pattuglia nei pressi di Tulagi. Poco dopo lo Yugure fu distaccato in difesa dell'11ª Divisione portaerei (in realtà composta dalle portaidrovolanti Nisshin e Chitose) di stanza a Rekata su Bougainville; per il resto di settembre e ottobre completò sette missioni di scorta alle unità, impegnate nel recare rinforzi a Guadalcanal. Il 1º novembre il comandante Kamo divenne capitano di fregata e il giorno seguente l'intera 27ª Divisione, più l'incrociatore leggero Tenryu e altri cacciatorpediniere, intraprese una missione di trasporto, che però fu conclusa prima del previsto a causa del tempo atmosferico: poté essere completata il 5 novembre senza il Tenryu, con lo sbarco complessivo di circa 2000 uomini, munizioni, carburante e lo sgombero di quasi 300 tra feriti e operai coreani. L'8 novembre si verificò una terza sortita, cui non partecipò l'Ariake. Alcuni giorni dopo lo Yugure, lo Shiratsuyu e lo Shigure ebbero ordine di portarsi presso le isole Russell e coprire così un nutrito scaglione della 2ª Flotta che, nella notte tra il 12 e il 13 novembre, doveva bombardare Henderson Field: non ebbero dunque parte nel feroce scontro notturno, ma portarono assistenza alla nave da battaglia Hiei danneggiata e bassa sull'acqua. Accolsero a bordo l'equipaggio, il viceammiraglio Hiroaki Abe e il suo stato maggiore, quindi sfuggirono agli attacchi aerei statunitensi (peraltro maggiormente attratti dalla corazzata) e il 18 arrivarono a Truk. Dieci giorni dopo, riunitosi all'Ariake, lo Yugure salpò alla volta delle Shortland e vi arrivò il mattino presto del 3 dicembre; poco dopo partì con i cacciatorpediniere Naganami e Makinami e vigilò su una missione di rifornimento condotta da altre unità, che rilasciarono centinaia di fusti stagni per l'affamata guarnigione giapponese. Nella notte tra il 9 e il 10 completò un trasporto di truppe assieme all'Amagiri e tre notti dopo, sempre assieme a questo cacciatorpediniere, recò uomini a Rekata: la missione fu ripetuta con successo tra il 15 e il 16 dicembre. Successivamente lo Yugure fu coinvolto nella difesa di alcuni convogli tra le Shortland e la base di Rabaul, dove si fermò il 23; tre giorni più tardi si unì ai cacciatorpediniere Urakaze, Tanikaze, Isonami, Inazuma e Arashio, con i quali fece approdare un totale di 600 uomini sulla costa meridionale dell'isola di Vangunu. Lo Yugure proseguì dunque sino alle Shortland, imbarcò il 27 alcune attrezzature e rifornimenti e nottetempo le scaricò sull'isola, quindi entrò nella rada di Rabaul il mattino presto del 28.

### 1943 e l'affondamento
Tra il 1º e il 4 gennaio 1943 lo Yugure scortò un convoglio sino a Truk, base dalla quale ripartì il 7 con i cacciatorpediniere Ariake, Inazuma, Isonami e Asashio in difesa della corazzata Mutsu, della portaerei Zuikaku e all'incrociatore pesante Suzuya. La formazione arrivò a Kure il 12 e lo Yugure continuò con il gemello Ariake per Sasebo, dove rimase dal 14 al 30 gennaio: fu revisionato e rimesso in efficienza. Fu altresì incrementata la dotazione contraerea, mediante la sostituzione dei cannoni Vickers da 40 mm con due installazioni binate di cannoni contraerei Type 96 da 25 mm L/60. Dal 3 al 9 febbraio lo Yugure fu coinvolto nella prima fase dell'operazione Hei-Gō (trasporto massiccio di reparti, armi e mezzi a Tsingtao), quindi il 12 salpò a difesa di un gruppo di tre mercantili diretti dalla città cinese alle Palau. L'arcipelago fu toccato il 21 e il giorno seguente, unitisi i cacciatorpediniere Satsuki e Fumizuki, il convoglio fece rotta per Wewak che fu raggiunta il 26 senza problemi; lo Yugure riprese il mare due giorni dopo con a bordo piloti appartenenti alla portaerei Zuiho, che fece scendere il 2 marzo a Truk. Tra l'8 e il 13 marzo accompagnò con l'Hagikaze la portaerei di scorta Chuyo sino a Yokosuka, dove rimase due giorni prima di spostarsi a Sasebo e prendere in carico la scorta della nave da battaglia Kongo in navigazione nel Mare interno sino a Saeki. Il 22 salpò con l'Hatsuzuki, il Suzutsuki e il Kagero in difesa delle portaerei Junyo e Hiyo, che si fermarono a Truk il 27: lo Yugure continuò poi sino a Rabaul. Il 5 aprile fece la rotta inversa ad alta velocità di scorta a un mercantile e l'8 seguì l'incrociatore leggero Nagara per portare assistenza a un trasporto, gravemente danneggiato da un sommergibile statunitense. Protesse quindi il Nagara che rimorchiò l'unità sino a Truk, poi salpò di nuovo il 13 per eseguire un ampio pattugliamento assieme al Suzutsuki, ma il giorno seguente abbordò il mercantile Muko Maru e dovette rientrare a Truk per ricevere riparazioni dalla nave officina Akashi. Il 16 aprile riprese l'incarico assegnatogli, che si concluse a fine mese con la scorta fino in alto mare del trasporto Kyokuto Maru.
L'8 maggio lo Yugure, il Samidare, il Naganami e l'Ushio lasciarono Truk a fianco della corazzata Yamato, delle portaerei di scorta Unyo e Chuyo e della 5ª Divisione incrociatori (Myoko, Haguro, che il 13 arrivarono indenni a Yokosuka. Il 6 giugno lo Yugure con i cacciatorpediniere gregari lasciò Sasebo, dove si erano spostati, poi il 10 salpò con lo Ariake per proteggere la portaerei Hiyo in rotta per Truk: essa fu però silurata in serata e i due cacciatorpediniere si dedicarono senza risultati apprezzabili alla caccia del sommergibile; tornati indietro, lo Yugure fu scambiato dall'equipaggio della portaerei per il battello attaccante a causa del buio e fu dunque bersagliato dai pezzi d'artiglieria della Hiyo, che provocarono sette vittime e danneggiarono la torre numero 3. Il giorno seguente l'incrociatore leggero Isuzu prese a rimorchio la portaerei e sia lo Yugure, sia l'Ariake tornarono il 12 a Yokosuka; l'arsenale ne approfittò per dotarlo di un terzo impianto doppio di cannoni Type 96 da 25 mm, ospitato su un basso ballatoio appositamente costruito dinanzi alla plancia. In più, sembra che furono aggiunti due lanciatori Type 94 assieme a ventidue bombe di profondità, portando il totale disponibile a trentasei. Il 16, con la sua divisione eccettuato lo Shiratsuyu, lo Yugure salpò di scorta alla portaerei Ryuho in rotta per Truk, dove rimase per una settimana in manutenzione e riparazione. Il 2 luglio si spostò a Rabaul e il 6 salpò di scorta al Sendai, in navigazione per le isole Shortland che furono toccate il 9. Quella stessa notte partecipò a una missione di trasporto truppe per l'isola di Kolombangara, inserito nello schermo difensivo con i cacciatorpediniere Hamakaze, Tanikaze, Yukikaze; ripetuta nella notte del 12-13 luglio, la sortita s'imbatté in una squadra statunitense nel Golfo di Kula. Lo Yugure e il resto della scorta lanciarono due salve di siluri per coprire la ritirata e affondarono il cacciatorpediniere USS Gwin. L'impellente necessità di rafforzare le posizioni a nord della Nuova Georgia costrinse però i giapponesi a effettuare altri trasferimenti via mare: la notte del 18 luglio lo Yugure fu aggregato alla scorta (quattro incrociatori pesanti e tre cacciatorpediniere) di un piccolo convoglio, esca per la squadra statunitense che nelle settimane precedenti aveva impedito diverse altre missioni. Poiché non fu localizzata alcuna unità nemica, il convoglio fu fatto procedere per Kolombangara e la scorta, dopo alcune ore di ricerca, invertì la rotta; poco dopo la mezzanotte, all'altezza di Vella Lavella, alcuni Grumman TBF Avenger armati con bombe da 2000 libbre (circa 910 chili) eseguirono un attacco con l'ausilio dei radar di bordo, che rimase senza effetto per l'intenso fuoco di contraerea. Circa venti minuti dopo altri Avenger sganciarono i propri ordigni e uno centrò in pieno lo Yugure alle 00:34, che saltò in aria e affondò subito a nord-nord-ovest di Kolombangara (7°25′S 156°45′E). Il cacciatorpediniere Kiyonami tornò indietro e raccolse venti-trenta sopravvissuti, ma all'alba del 20 si verificò una nuova incursione aerea che ne provocò la distruzione senza lasciare superstiti.
Il 15 ottobre 1943 lo Yugure fu radiato d'ufficio dai registri della Marina imperiale.